# (12050) Humecronyn
(12050) Humecronyn es un asteroide perteneciente al cinturón de asteroides, región del sistema solar que se encuentra entre las órbitas de Marte y Júpiter.
Fue descubierto el 27 de abril de 1997 por el equipo del proyecto Spacewatch desde el observatorio Nacional de Kitt Peak.

## Designación y nombre
Designado provisionalmente como 1997 HE14, fue nombrado en honor de  Hume Blake Cronyn (1864-1933), quien gracias a sus esfuerzos se estableció el Consejo Nacional de Investigación de Canadá en 1920. Después de su muerte, su viuda donó fondos para la construcción del Observatorio Hume Cronyn Memorial en la Universidad de Ontario Occidental en London.

## Características orbitales
(12050) Humecronyn está situado a una distancia media del Sol de 2,913 ua, pudiendo alejarse hasta 3,164 ua y acercarse hasta 2,661 ua. Su excentricidad es 0,086 y la inclinación orbital 1,227 grados. Emplea 1815,74 días en completar una órbita alrededor del Sol.
Pertenece a la familia de asteroides de (158) Koronis.

## Características físicas
La magnitud absoluta de (12050) Humecronyn es 13,27. Tiene 6,947 km de diámetro y su albedo se estima en 0,211.